# George Broadbent
George Broadbent (30 september 2000) is een Engels voetballer die onder contract ligt bij Sheffield United FC. Broadbent is een middenvelder.

## Carrière
Broadbent genoot zijn jeugdopleiding bij Curzon Ashton FC, Manchester United FC en Sheffield United FC. In januari 2020 leende Sheffield hem uit aan zijn ex-club Curzon Ashton, dat toen uitkwam in de National League North (het zesde voetbalniveau in Engeland).
In januari 2021 leende Sheffield United hem tot het einde van het seizoen uit aan zusterclub Beerschot VA. Op 17 januari 2021 maakte hij er zijn profdebuut: in de competitiewedstrijd tegen Club Brugge mocht hij van de afscheidnemende trainer Hernán Losada in de 88e minuut invallen voor mede-Sheffield-huurling Ismaila Coulibaly. Ook Losada's opvolger liet hem eenmaal invallen: op 14 februari 2022 mocht hij in de competitiewedstrijd tegen KV Mechelen (1-2-verlies) in de 87e minuut invallen voor Loris Brogno.
In augustus 2021 leende Sheffield United hem een derde keer uit, ditmaal aan de Engelse vierdeklasser Rochdale AFC. Broadbent werd aanvankelijk pas tot januari 2022 uitgeleend, maar op 6 januari 2022 kondigde Rochdale aan dat het huurcontract verlengd werd.
1 Davies ·
2 Baldock ·
3 Lowe ·
4 Fleck ·
5 Trusty ·
6 Basham ·
7 Brewster ·
8 Hamer ·
9 McBurnie ·
10 Archer ·
11 Traoré ·
12 Egan  ·
14 Thomas ·
15 Ahmedhodžić ·
16 Norwood ·
17 Coulibaly ·
18 Foderingham ·
19 Robinson ·
20 Bogle ·
21 Souza ·
22 Davies ·
23 Osborn ·
25 Ben Slimane ·
27 Larouci ·
28 McAtee ·
31 Dewhurst ·
32 Osula ·
33 Norrington-Davies ·
35 Brooks ·
36 Jebbison ·
37 Amissah ·
38 Seriki ·
39 Sachdev ·
40 Buyabu ·
Coach: Heckingbottom